# John Thune
John Randolph Thune (Murdo, 7 gennaio 1961) è un politico statunitense, senatore per lo stato del Dakota del Sud dal 2005 e in precedenza membro della Camera dei Rappresentanti per lo stesso stato dal 1997 al 2003. Thune è inoltre il leader della Maggioranza al Senato degli Stati Uniti d'America a partire dal 3 gennaio 2025, succedendo al collega Mitch McConnell.

## Biografia
Nato e cresciuto nel Dakota del Sud, Thune studiò all'Università Biola e dopo aver conseguito un MBA entrò a far parte dello staff del senatore James Abdnor.
Impegnato politicamente con il Partito Repubblicano, fra il 1991 e il 1993 occupò la carica di direttore delle ferrovie del Dakota del Sud. Nel 1996 annunciò la propria candidatura alla Camera dei Rappresentanti e riuscì a farsi eleggere, per poi essere riconfermato per altri due mandati nel 1998 e nel 2000.
Nel 2002 si candidò al seggio del Senato occupato dal democratico Timothy P. Johnson: la campagna elettorale fu molto combattuta e alla fine Thune risultò sconfitto solo per poco più di cinquecento voti.
Due anni dopo Thune decise di cercare di nuovo l'elezione a senatore, e così sfidò l'allora leader di minoranza al Senato Tom Daschle; anche questa volta la campagna elettorale fu molto serrata ma in questo caso fu Thune a vincere di misura. Fu poi riconfermato per un secondo mandato nel 2010, senza dover affrontare alcun avversario.
Fervente conservatore, è un accanito oppositore del matrimonio omosessuale e dell'aborto.